# Bonprix
bonprix je německá firma zabývající se zásilkovým obchodem v odvětví oděvního průmyslu. Firma byla založena v roce 1986 v Hamburku jako dceřiná společnost Otto Group. Produktový sortiment bonprix zahrnuje dámské, pánské a dětské oblečení a také textilní výrobky a potřeby pro domácnost.
Firmu bonprix zastupují čtyři členové představenstva: Dr. Kai Heck, Rien Jansen, Dr. Markus Fuchshofen a Dr. Richard Gottwald. Společnost zaměstnává 3000 zaměstnanců  na celém světě.
Na českém trhu zastupuje značku polská společnost bonprix Sp. z o.o.

## Historie firmy
Firmu bonprix založili v roce 1986 Hans-Joachim Mundt a Michael Newe. V roce 1988 se k nim připojil Josef Teeken. V roce 1989 obrat společnosti poprvé překročil milion německých marek. Několik týdnů po zahájení činnosti uvedl bonprix na trh první katalog. V roce 1991 začal bonprix expandovat do dalších evropských zemí. V roce 1997 začal bonprix podnikat na internetu, odkud aktuálně[kdy?] pochází více než 50% objednávek firmy. O dva roky později začalo budování sítě salónů bonprix – zpočátku v severním Německu. Oděvní podnik má[kdy?] více než 70 obchodů v Německu a přes 30 v Rakousku, Švýcarsku a v Itálii. V současné době[kdy?] firma působí ve 29 zemích, včetně České republiky. Na českém trhu vlastní firma internetový obchod od roku 2004. V roce 2016 navštěvovalo internetový obchod bonprix každý měsíc více než 1 mil. uživatelů.

## Firemní strategie
Bonprix uplatňuje od konce 90. let strategii vícekanálového prodeje. Čtyřmi kanály činnosti bonprix jsou: e-commerce, katalog, síť maloobchodních prodejen a teleshopping. Dnes má internetový obchod 30 milionů zákazníků v 29 zemích světa, z toho 9,5 milionu v Německu. S obratem 1,432 miliardy euro v roce 2015/16 patří bonprix rovněž ke společnostem s nejvyššími obraty v rámci skupiny Otto.